# New York Hall of Science
El New York Hall of Science és l'únic centre interactiu de ciència i tecnologia de la ciutat de Nova York. Ocupa una de les poques estructures que sobreviuen de l'Exposició Universal Nova York de 1964, desenvolupada a Flushing Meadows-Corona Park, situat al borough de Queens, a la ciutat de Nova York. Els més de 400 dispositius i presentacions interactives permeten explorar temes de l'àmbit de la biologia, la química i la física.

## Història
El museu va ser creat l'any 1964 formant part de l'Exposició Universal a Flushing Meadows-Corona Park i per aquella època era un dels pocs museus de ciència existents. A diferència de nombroses institucions que van ser tancades en acabar l'Exposició, el Hall va romandre obert, servint com un important lloc de referència per als estudiants. Inicialment els experiments que exposava eren bastant limitats, però incloïen plans per a la construcció del primer atomarium del món, que seria accessible per al públic en general. El Hall va romandre obert fins a l'any 1979, quan va ser tancat de forma temporal per poder-lo renovar.
El 1984 la ciutat de Nova York va contractar al físic Alan Friedman perquè col·laborés en la transformació del museu, i fos el responsable de coordinar el canvi d'enfocament, passant de la ciència-ficció al tipus de ciència que és més rellevant en la vida quotidiana de finals del segle xx. El museu va ser obert un altre cop l'any 1986, convertint-se en el museu de ciències de la ciutat de Nova York, que incloïa una costosa exhibició de conceptes quàntics de l'àtom amb un cost de 40.000 dòlars, una part d'una inversió total que ascendí als 400.000 dòlars destinats a la renovació i expansió del museu. L'ampliació del museu i la seva capacitat per convocar al públic excedí les estimacions més ambicioses, i la ciutat va buscar més fons per engrandir encara més el museu.
En la reinauguració destacà per l'oferta d'un programa d'entrenament per a estudiants avançats, que després podien continuar estudiant dins un programa amb tutors al Queens College de la rodalia, a canvi de comprometre's a treballar durant dos anys en escoles de la ciutat que necessiten educadors en l'àmbit de les ciències. El seu rol en la vida dels nens en edat escolar va continuar en expansió, i el 1991 es va anunciar un projecte d'expansió i renovació de deu anys de durada amb un cost total de 80 milions de dòlars per cobrir les necessitats derivades de l'augment del nombre de visitants. Les obres van començar el 1996 i, entre les millores, cal destacar una nova secció d'accés, zones de restaurants i un pati de jocs, canvis que reflecteixen la necessitat de realitzar millores constants en els museu de ciències perquè els experiments que es presenten estiguin actualitzats i siguin rellevants. Com a reconeixement al continu creixement del Hall, se li va concedir l'estatus d'"institució cultural" de la ciutat de Nova York.
El 1999 es va prendre la decisió de continuar expandint el museu, encara que finalment no es va incorporar el sistema IMAX, ja que el mercat per a aquest tipus d'oferta estava ja saturat. En canvi, els fons es van utilitzar per duplicar l'espai d'exposicions i realitzar el manteniment dels seus famosos coets, que varen ser donats pel Programa Espacial a l'Exposició Universal, i retornats el 2003.
El 2003 el Hall va anunciar el llançament d'iniciatives per construir "Tech City" amb un cost de 300 milions de dòlars, pla que incloïa un centre de ciències com una de les institucions culturals que havien de ser ubicada a la Zona Zero. Tot i que "Tech City" va ser un els quinze projectes finalistes al febrer del 2004, en un procés que va ser criticat per la seva falta de transparència, no va ser un dels projectes que finalment van ser seleccionats. Actualment encara es continua buscant una ubicació alternativa per "Tech City" a Manhattan.

## Exposició

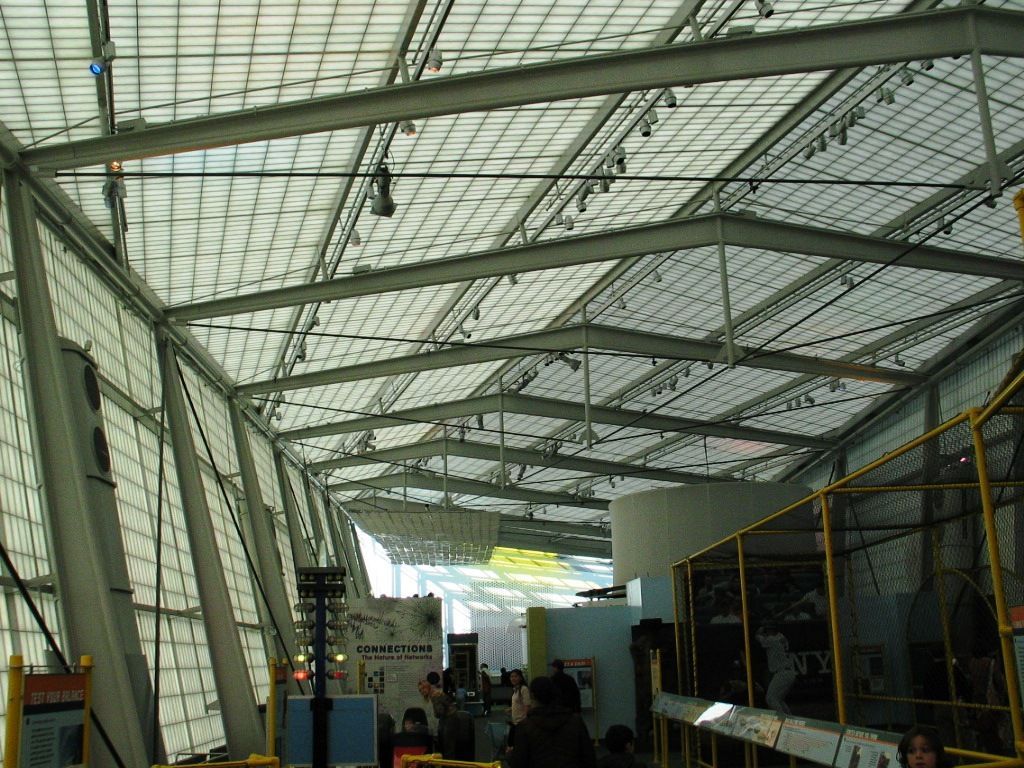
Algunes de les exposicions

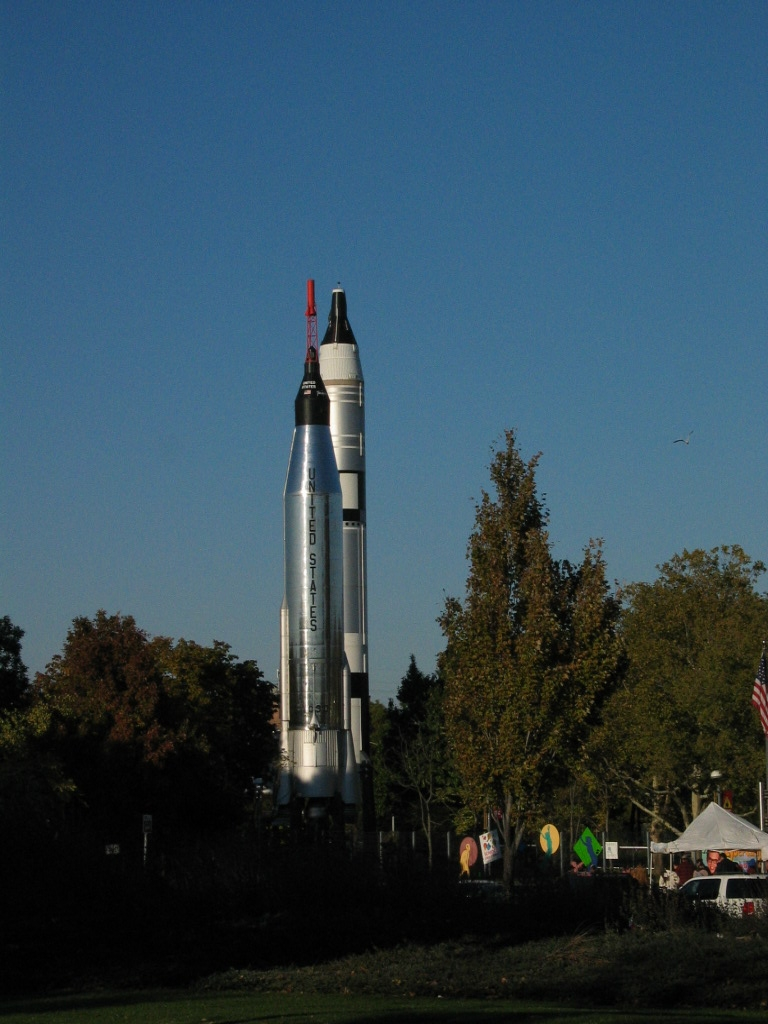
Els coets Mercury-Atlas i Gemini-Titan que estan exposats a la rodalia del Hall of Science.

El Hall se centra especialment en l'educació de nens d'entre 1 i 17 anys, i la seva audiència es compon principalment de nens de la ciutat per als quals aquesta és un dels primers contactes amb el món de la ciència. El museu té una àmplia col·lecció d'aparells i d'experiments, així com un important conjunt d'exposicions itinerants. Tot i que actualment són més comuns, el museu va ser dels primers a instar als seus joves visitants a valorar les seves exposicions, havent acollit amb beneplàcit aquestes opinions en la preparació de la reinauguració de 1986.